# 1998年の日本競馬
1998年の日本競馬（1998ねんのにほんけいば）では、1998年（平成10年）の日本競馬界についてまとめる。馬齢は旧表記で統一する。
1997年の日本競馬 - 1998年の日本競馬 - 1999年の日本競馬

## 概要

### 栄光の98世代
この歳の4歳馬（現表記の3歳馬）は、セイウンスカイ、スペシャルウィーク、キングヘイロー、グラスワンダー、エアジハード、ファレノプシスらを輩出した。これらをまとめて「98世代」と呼ぶ。

### 海外GI制覇
安田記念を制したタイキシャトルが満を持してフランス遠征を発表。
ジャック・ル・マロワ賞出走を表明するが、その1週間前に、安田記念では完敗したシーキングザパールが同じフランスのGIモーリス・ド・ゲスト賞（1300メートル）を勝利し、こちらが初の日本調教馬による海外GI制覇となった。
タイキシャトルもジャック・ル・マロワ賞を圧倒的1番人気に応えて優勝。
秋にはマイルチャンピオンシップも圧勝し、短距離馬としては初のJRA賞年度代表馬に選出された。
さらに、ジャパンカップを制したエルコンドルパサーも翌年の長期遠征を発表し、日本競馬にとって大変革となった1年となった。

### 岡部幸雄 VS 武豊
タイキシャトルの岡部幸雄騎手とシーキングザパールの武豊騎手がGI通算勝利で熾烈な争いを繰り広げる。以下は、両騎手によるGI制覇。（勝利数はJRAのGIに限る。）
- フェブラリーステークス：岡部が26勝目。
- 桜花賞：武豊が25勝目。
- 日本ダービー：武豊が26勝目（ダービー初勝利）。
- 安田記念：岡部が27勝目。
- 秋華賞：武豊が27勝目。
- マイルチャンピオンシップ：岡部が28勝目。

### サイレンススズカの快進撃と非業の死
明けて5歳となったサイレンススズカが大逃げ戦法を確立して快進撃を続けた。まずはオープン特別のバレンタインステークスで勝利を収めると、GII中山記念、GIII小倉大賞典を連勝。さらにGII金鯱賞では重賞競走では珍しい大差勝ちを収めた。宝塚記念では、騎手が武豊から南井克巳に乗り替わったにもかかわらず、前年の年度代表馬エアグルーヴや天皇賞・春勝ち馬メジロブライトら並み居るGIホースを差し置いて1番人気に支持され、そこでも勝利を収めた。秋の休養明け初戦の毎日王冠でもグラスワンダーとエルコンドルパサーの4歳外国産馬に完勝し、ここまで6連勝を収めた。続く天皇賞・秋では単勝オッズ1.2倍という圧倒的な1番人気に支持され、そして快調に逃げを打っていたかに見えたが、レース中に左前脚手根骨粉砕骨折を発症し、競走中止。予後不良と診断され、安楽死の処置がとられた。

## できごと

### 1月 - 3月
- 1月6日 - 平安ステークスでフサイチヒロシがスタートから100m出遅れるハプニングが発生。
- 1月10日 - ガーネットステークス(GIII)でスーパーナカヤマが1分9秒1のレコード勝ち。中山競馬場ダート1200mのレコードを22年ぶりに0.1秒更新。
- 1月28日 - 中央競馬の武豊が日本プロスポーツ功労賞を、また武幸四郎が新人賞を受賞[2]。
- 3月1日 - 中山競馬は降雪のため翌日2日に開催順延。中山競馬場の雪による順延は11年ぶり[2]。
- 3月7日 - 中京競馬第7競走でビッグサプライズが馬体重620キロで出走。1986年にハクレボーが記録した616キロを4キロ上回るJRA史上最高馬体重出走記録を更新。
- 3月8日 - 武豊がスペシャルウィークで弥生賞(GII)を制し、同一レース3連覇を達成。
- 3月8日 - サニーブライアンの引退式が中山競馬場で行われる[2]。
- 3月15日 - 前年の最優秀3歳牡馬グラスワンダーの右第3中足骨(管骨)骨折が判明。
- 3月24日 - 交流重賞黒船賞（高知競馬場）は、かつて中央で走っていた地元のリバーセキトバ（牡9歳）が優勝。13歳のJRA最高齢で通算92戦目だったミスタートウジンは4着に健闘。
- 3月28日 - ドバイワールドカップに出走のキョウトシチーは6着[2]。
- 3月29日 - 日経賞(GII)で最低人気のテンジンショウグンが勝ち、2着にも7番人気のシグナスヒーローが入線し、馬連配当21万3370円は重賞史上最高。

### 4月 - 6月
- 4月1日 - 地方競馬共同の在宅投票システム「D-net」が運用開始[2]。
- 4月21日 - 函館競馬場にウッドチップコースが完成。
- 5月15日 - ノーザンファーム生産馬リムノスがフランス・サンクルー競馬場でジャンドショードネイ賞（GII、芝2400メートル）を制し、日本産馬初のヨーロッパの重賞制覇を達成[2]。
- 5月17日 - 南井克巳騎手が史上6人目の通算1500勝を達成。
- 5月30日 - サイレンススズカが金鯱賞(GII)で1分57秒8の芝2000m日本レコードを記録して大差勝ち。
- 6月7日 - 武豊騎手がスペシャルウィークでダービー初制覇。父武邦彦も騎手時代にダービーを制しており、史上3組目の親子ダービー制覇となった。
- 6月17日 - ナリタブライアンが腸閉塞を発症したため、開腹手術を受けた。
- 6月24日 - 帝王賞でアブクマポーロが勝利し、地方競馬初の拾得賞金5億円を突破。
- 6月29日 - JRAが新種馬券、通称「ワイド」の翌年後半からの発売開始を発表。

### 7月 - 9月
- 7月1日 - 公営・川崎所属の佐々木竹見騎手が地方競馬通算7000勝を達成[3]。
- 7月5日 - 田中剛騎手が史上2人目の平地・障害両方で100勝を達成（1人目は横山富雄）。
- 8月9日 - シーキングザパールがモーリス・ド・ゲスト賞を勝ち、日本調教馬初の海外GI制覇を達成[3]。
- 8月11日 - 公営・笠松所属の安藤光彰騎手が地方競馬通算2000勝を達成。実弟の勝己騎手も既に2000勝を達成しており、日本競馬史上初の兄弟2000勝騎手が誕生。
- 8月16日 - タイキシャトルがジャック・ル・マロワ賞を圧倒的な一番人気で勝利[3]。
- 8月20日 - 日本馬主協会連合会が、集中豪雨により被害を受けた新潟市に500万円、豊栄市に300万円の見舞金を贈呈する[3]。
- 8月23日 - 中央競馬の武豊が史上最年少・最速での1,500勝を達成[3]。
- 9月6日 - 小倉3歳ステークスで鹿児島県産のコウエイロマンが勝利。九州産馬による中央競馬重賞勝利は17年ぶり。
- 9月18日 - 日本中央競馬会がイシノサンデーを種牡馬として1億円で購入し、日本軽種馬協会に寄贈、同協会の千葉県下総種馬場で供用される[1]。
- 9月27日 - ナリタブライアンが胃破裂のため繋養先のCBスタッドで死亡[4]。

### 10月 - 12月
- 10月1日 - 地方競馬全国協会が公式サイトを開設[1]。
- 10月5日 - 藤沢和雄調教師がタイキシャトルのブリーダーズカップ・マイル回避を発表。
- 10月6日 - フランス遠征中の三浦堅治騎手がパリ郊外のアンギャン競馬場での障害レース、シャラント賞を勝利。
- 11月7日 - 武豊騎手が京都競馬場での新馬戦でアドマイヤベガに騎乗し、1位から4着に降着。14日から29日まで騎乗停止処分となり、エリザベス女王杯、マイルチャンピオンシップ、ジャパンカップの騎乗が不可に。
- 11月9日 - 日本中央競馬会運営審議会において、障害競走の振興策として「ジャンプレース」の呼称の登場、および重賞へのグレード付加を決定する[1]。
- 11月23日 - 盛岡競馬場で予定されていたダービーグランプリは降雪のため順延。12月14日に水沢競馬場で開催。
- 12月6日 - オリビエ・ペリエが中央競馬において通算100勝を達成。中央競馬所属騎手以外では初の記録[5]。
- 12月11日 - 日本中央競馬会がカナダの年度代表馬チーフベアハートを種牡馬として420万ドル（約5億円）で購入。同馬は日本軽種馬協会に寄贈され、北海道の静内種馬場で供用された[5]。
- 12月13日 - 短期免許で騎乗中のマイケル・ロバーツ騎手が朝日杯3歳ステークスをアドマイヤコジーンで制し、史上初の外国人騎手による日本馬でのGI制覇を達成[5]。
- 12月13日 - ミッドナイトベットが香港国際カップ（G2）をレコードタイムで優勝。日本調教馬の同レース制覇はフジヤマケンザン以来3年ぶり2回目[5]。
- 12月14日 - マイケル・ロバーツ騎手は延期されていたダービーグランプリをナリタホマレで制し、2日続きのGI制覇。
- 12月15日 - スペシャルウィークの生産牧場日高大洋牧場で火災が発生し、全焼。妊娠中の11頭を含む19頭の繁殖牝馬が焼死[6]。
- 12月20日 - タイキシャトルは引退レースと決めて出走したスプリンターズステークスで3着に敗れる[6]。同日、引退式も執り行われた[5]。

## 競走成績

### 中央競馬・平地GI
| 競走名                         | 競走名                         | 優勝馬             | 性齢 | 騎手                                 | 調教師                               | 所属    |
| 月日                           | 競馬場                         | 優勝馬             | 性齢 | 馬主                                 | 馬主                                 | 勝時計  |
| ------------------------------ | ------------------------------ | ------------------ | ---- | ------------------------------------ | ------------------------------------ | ------- |
| 第15回フェブラリーステークス   | 第15回フェブラリーステークス   | グルメフロンティア | 牡7  | 岡部幸雄                             | 田中清隆                             | JRA美浦 |
| 2月1日                         | 東京競馬場                     | グルメフロンティア | 牡7  | 石井政義                             | 石井政義                             | 1:37.5  |
| 第58回桜花賞                   | 第58回桜花賞                   | ファレノプシス     | 牝4  | 武豊                                 | 浜田光正                             | JRA栗東 |
| 4月12日                        | 阪神競馬場                     | ファレノプシス     | 牝4  | ノースヒルズマネジメント             | ノースヒルズマネジメント             | 1:34.0  |
| 第58回皐月賞                   | 第58回皐月賞                   | セイウンスカイ     | 牡4  | 横山典弘                             | 保田一隆                             | JRA美浦 |
| 4月19日                        | 中山競馬場                     | セイウンスカイ     | 牡4  | 西山牧場                             | 西山牧場                             | 2:01.3  |
| 第117回天皇賞（春）            | 第117回天皇賞（春）            | メジロブライト     | 牡5  | 河内洋                               | 浅見秀一                             | JRA栗東 |
| 5月3日                         | 京都競馬場                     | メジロブライト     | 牡5  | （有）メジロ牧場                     | （有）メジロ牧場                     | 3:23.6  |
| 第3回NHKマイルカップ           | 第3回NHKマイルカップ           | エルコンドルパサー | 牡4  | 的場均                               | 二ノ宮敬宇                           | JRA美浦 |
| 5月17日                        | 東京競馬場                     | エルコンドルパサー | 牡4  | 渡邉隆                               | 渡邉隆                               | 1:33.7  |
| 第28回高松宮記念               | 第28回高松宮記念               | シンコウフォレスト | 牡6  | 四位洋文                             | 栗田博憲                             | JRA美浦 |
| 5月24日                        | 中京競馬場                     | シンコウフォレスト | 牡6  | 安田修                               | 安田修                               | 1:09.1  |
| 第59回優駿牝馬（オークス）     | 第59回優駿牝馬（オークス）     | エリモエクセル     | 牝4  | 的場均                               | 加藤敬二                             | JRA栗東 |
| 5月31日                        | 東京競馬場                     | エリモエクセル     | 牝4  | 山本慎一                             | 山本慎一                             | 2:28.1  |
| 第65回東京優駿（日本ダービー） | 第65回東京優駿（日本ダービー） | スペシャルウィーク | 牡4  | 武豊                                 | 白井寿昭                             | JRA栗東 |
| 6月7日                         | 東京競馬場                     | スペシャルウィーク | 牡4  | 臼田浩義                             | 臼田浩義                             | 2:25.8  |
| 第48回安田記念                 | 第48回安田記念                 | タイキシャトル     | 牡5  | 岡部幸雄                             | 藤沢和雄                             | JRA美浦 |
| 6月14日                        | 東京競馬場                     | タイキシャトル     | 牡5  | （有）大樹ファーム                   | （有）大樹ファーム                   | 1:37.5  |
| 第39回宝塚記念                 | 第39回宝塚記念                 | サイレンススズカ   | 牡5  | 南井克巳                             | 橋田満                               | JRA栗東 |
| 7月12日                        | 阪神競馬場                     | サイレンススズカ   | 牡5  | 永井啓弐                             | 永井啓弐                             | 2:11.9  |
| 第3回秋華賞                    | 第3回秋華賞                    | ファレノプシス     | 牝4  | 武豊                                 | 濱田光正                             | JRA栗東 |
| 10月25日                       | 京都競馬場                     | ファレノプシス     | 牝4  | ノースヒルズマネジメント             | ノースヒルズマネジメント             | 2:00.1  |
| 第118回天皇賞（秋）            | 第118回天皇賞（秋）            | オフサイドトラップ | 牡8  | 柴田善臣                             | 加藤修甫                             | JRA美浦 |
| 11月1日                        | 東京競馬場                     | オフサイドトラップ | 牡8  | 渡邉隆                               | 渡邉隆                               | 1:59.3  |
| 第59回菊花賞                   | 第59回菊花賞                   | セイウンスカイ     | 牡4  | 横山典弘                             | 保田一隆                             | JRA美浦 |
| 11月8日                        | 京都競馬場                     | セイウンスカイ     | 牡4  | 西山牧場                             | 西山牧場                             | 3:03.2  |
| 第23回エリザベス女王杯         | 第23回エリザベス女王杯         | メジロドーベル     | 牝5  | 吉田豊                               | 大久保洋吉                           | JRA美浦 |
| 11月15日                       | 京都競馬場                     | メジロドーベル     | 牝5  | （有）メジロ牧場                     | （有）メジロ牧場                     | 2:12.8  |
| 第15回マイルチャンピオンシップ | 第15回マイルチャンピオンシップ | タイキシャトル     | 牡5  | 岡部幸雄                             | 藤沢和雄                             | JRA美浦 |
| 11月22日                       | 京都競馬場                     | タイキシャトル     | 牡5  | （有）大樹ファーム                   | （有）大樹ファーム                   | 1:33.3  |
| 第18回ジャパンカップ           | 第18回ジャパンカップ           | エルコンドルパサー | 牡4  | 蛯名正義                             | 二ノ宮隆宇                           | JRA美浦 |
| 11月29日                       | 東京競馬場                     | エルコンドルパサー | 牡4  | 渡邉隆                               | 渡邉隆                               | 2:25.9  |
| 第50回阪神3歳牝馬ステークス    | 第50回阪神3歳牝馬ステークス    | スティンガー       | 牝3  | 横山典弘                             | 藤沢和雄                             | JRA美浦 |
| 12月7日                        | 阪神競馬場                     | スティンガー       | 牝3  | 社台レースホース                     | 社台レースホース                     | 1:37.0  |
| 第50回朝日杯3歳ステークス      | 第50回朝日杯3歳ステークス      | アドマイヤコジーン | 牡3  | M.ロバーツ                           | 橋田満                               | JRA栗東 |
| 12月13日                       | 中山競馬場                     | アドマイヤコジーン | 牡3  | 近藤利一                             | 近藤利一                             | 1:35.3  |
| 第32回スプリンターズステークス | 第32回スプリンターズステークス | マイネルラヴ       | 牡4  | 吉田豊                               | 稲葉隆一                             | JRA美浦 |
| 12月20日                       | 中山競馬場                     | マイネルラヴ       | 牡4  | （有）サラブレッドクラブ・ラフィアン | （有）サラブレッドクラブ・ラフィアン | 1:08.6  |
| 第43回有馬記念                 | 第43回有馬記念                 | グラスワンダー     | 牡4  | 的場均                               | 尾形充弘                             | JRA美浦 |
| 12月27日                       | 中山競馬場                     | グラスワンダー     | 牡4  | 半沢（有）                           | 半沢（有）                           | 2:32.1  |

### 中央競馬・障害
| 競走名                  | 競走名                  | 優勝馬             | 性齢 | 騎手     | 調教師   | 所属    |
| 月日                    | 競馬場                  | 優勝馬             | 性齢 | 馬主     | 馬主     | 勝時計  |
| ----------------------- | ----------------------- | ------------------ | ---- | -------- | -------- | ------- |
| 第118回中山大障害（春） | 第118回中山大障害（春） | ノーザンレインボー | 牡9  | 出津孝一 | 岩元市三 | JRA栗東 |
| 4月18日                 | 中山競馬場              | ノーザンレインボー | 牡9  | 林進     | 林進     | 4:43.1  |
| 第119回中山大障害（秋） | 第119回中山大障害（秋） | ビクトリーアップ   | 牡6  | 横山義行 | 吉永正人 | JRA美浦 |
| 12月19日                | 中山競馬場              | ビクトリーアップ   | 牡6  | 瀧本和義 | 瀧本和義 | 4:45.5  |

### 地方競馬主要競走
| 競走名                               | 競走名                               | 優勝馬         | 性齢 | 騎手           | 調教師         | 所属    |
| 月日                                 | 競馬場                               | 優勝馬         | 性齢 | 馬主           | 馬主           | 勝時計  |
| ------------------------------------ | ------------------------------------ | -------------- | ---- | -------------- | -------------- | ------- |
| 第47回川崎記念                       | 第47回川崎記念                       | アブクマポーロ | 牡7  | 石崎隆之       | 出川克己       | 船橋    |
| 1月28日                              | 川崎競馬場                           | アブクマポーロ | 牡7  | 鑓水秋則       | 鑓水秋則       | 2:07.6  |
| 第21回帝王賞                         | 第21回帝王賞                         | アブクマポーロ | 牡7  | 石崎隆之       | 出川克己       | 船橋    |
| 6月24日                              | 大井競馬場                           | アブクマポーロ | 牡7  | 鑓水秋則       | 鑓水秋則       | 2:03.4  |
| 第11回マイルチャンピオンシップ南部杯 | 第11回マイルチャンピオンシップ南部杯 | メイセイオペラ | 牡5  | 菅原勲         | 佐々木修一     | 岩手    |
| 10月10日                             | 盛岡競馬場                           | メイセイオペラ | 牡5  | （有）明正商事 | （有）明正商事 | 1:35.1  |
| 第13回ダービーグランプリ             | 第13回ダービーグランプリ             | ナリタホマレ   | 牡4  | M.ロバーツ     | 谷潔           | JRA栗東 |
| 12月14日                             | 水沢競馬場                           | ナリタホマレ   | 牡4  | 山路秀則       | 山路秀則       | 2:07.8  |
| 第44回東京大賞典                     | 第44回東京大賞典                     | アブクマポーロ | 牡7  | 石崎隆之       | 出川克己       | 船橋    |
| 12月23日                             | 大井競馬場                           | アブクマポーロ | 牡7  | 鑓水秋則       | 鑓水秋則       | 2:05.4  |

## 表彰

### JRA賞
- 年度代表馬・最優秀5歳以上牡馬・最優秀短距離馬 タイキシャトル
- 最優秀3歳牡馬 アドマイヤコジーン
- 最優秀3歳牝馬 スティンガー
- 最優秀4歳牡馬 エルコンドルパサー
- 最優秀4歳牝馬 ファレノプシス
- 最優秀5歳以上牝馬 メジロドーベル
- 最優秀父内国産馬 メジロブライト
- 最優秀ダートホース ウイングアロー
- 最優秀障害馬 ノーザンレインボー
- 特別賞 サイレンススズカ

### ダートグレード競走最優秀馬
- アブクマポーロ

### NARグランプリ
- 年度代表馬・5歳上最優秀馬 アブクマポーロ
- 3歳最優秀馬 ハイテンションパル
- 4歳最優秀馬 フジノモンスター

## リーディング

### リーディングジョッキー
| 分類         | 騎手の氏名 | 勝利数 |
| ------------ | ---------- | ------ |
| 中央競馬     |            |        |
| 地方競馬     |            |        |
| ばんえい競走 |            |        |

### リーディングトレーナー
| 分類         | 調教師の氏名 | 勝利数 |
| ------------ | ------------ | ------ |
| 中央競馬     |              |        |
| 地方競馬     |              |        |
| ばんえい競走 |              |        |

## 誕生
この年に生まれた競走馬は2001年のクラシック世代となる。

### 競走馬
- 2月6日 - ミレニアムバイオ
- 2月24日 - タイムフェアレディ
- 2月26日 - オイワケヒカリ
- 2月28日 - ファルブラヴ(Falbrav)
- 3月3日 - ネームヴァリュー
- 3月4日 - ロッキーアピール
- 3月5日 - ツルマルボーイ、マンハッタンカフェ
- 3月7日 - ショウナンカンプ
- 3月9日 - ナミ
- 3月21日 - ビッグゴールド
- 3月24日 - チアズブライトリー
- 3月26日 - アサカディフィート
- 3月28日 - メイショウラムセス
- 3月29日 - テンシノキセキ
- 3月31日 - クロフネ
- 4月2日 - ダイタクバートラム
- 4月7日 - ダービーレグノ
- 4月9日 -  イブキライズアップ、サクセスストレイン、テイエムオーシャン
- 4月10日 - アグネスゴールド、タガノテイオー、ゴッドオブチャンス
- 4月13日 - アグネスタキオン、ボーンキング
- 4月15日 - サンライズペガサス
- 4月17日 - タシロスプリング
- 4月19日 - ジーナフォンテン、ダンツフレーム
- 4月26日 - ビリーヴ、レディパステル
- 4月27日 - マイネルデスポット
- 4月29日 - ローズバド
- 4月30日 - テンザンセイザ
- 5月3日 - カルストンライトオ、チチカステナンゴ
- 5月7日 - ジャングルポケット、シンコウカリド、ルゼル
- 5月12日 - フリートストリートダンサー
- 5月15日 - トーシンブリザード
- 5月21日 - エアエミネム
- 5月23日 - タイムパラドックス
- 5月25日 - ダイヤモンドビコー
- 6月3日 - ハッピーパス
- 6月13日 - ビワシンセイキ

### 人物
- 1月10日 - 武藤雅（騎手）
- 3月20日 - 栗原大河（騎手）
- 5月20日 - 多田羅誠也（騎手）
- 9月21日 - 木幡育也（騎手）
- 12月22日 - 横山武史（騎手）

## 死去

### 競走馬、繁殖馬
- 1月15日 - ツインターボ
- 2月2日 - プレクラスニー、カーリアン(Caerleon)
- 2月4日 - ホワイトストーン
- 2月8日 - エリモダンディー
- 3月12日 - アラホウトク
- 3月27日 - テイタニヤ
- 3月30日 - ヤマニンスキー
- 5月24日 - ホースメンテスコ
- 5月26日 - ホクトヘリオス
- 8月24日 - アロハドリーム
- 8月27日 - ハシハーミット
- 9月27日 - ナリタブライアン
- 11月1日 - サイレンススズカ
- 12月24日 - ゲイメセン

### 人物
- 2月26日 - 小林正明（アイネスフウジンの馬主）
- 5月20日 - 二本柳一馬（2月一杯で調教師を引退）
- 5月31日 - 日隈広吉（ハギノトップレディ、ハギノカムイオーらの馬主）
- 8月12日 - 鈴木清（2月一杯で調教師を引退）
- 12月21日 - 田所秀雄（元調教師）

## 引退

### 競走馬
- 1月14日 - バブルガムフェロー
- 1月15日 - ヤシマソブリン
- 1月30日 - ヒシアケボノ
- 2月19日 - マーベラスサンデー
- 2月20日 - サニーブライアン
- 3月18日 - ファイトガリバー
- 3月26日 - ビワハイジ
- 4月25日 - ステージチャンプ
- 6月29日 - イシノサンデー
- 10月23日 - ロンドンブリッジ
- 11月13日 - テンジンショウグン
- 11月25日 - アワパラゴン

### 人物
- 1月31日 - 原昌久（騎手）
- 2月20日 - 斉藤博美（騎手）
- 2月28日 - 押田年郎、北川和典、坂本勝美、斉藤博美、佐藤吉勝、田原成貴、中竹和也（以上騎手）、石毛善衛、大久保勝之、二本柳一馬、谷八郎、鈴木清（以上調教師）
- 3月20日 - 小谷内秀夫（騎手）
- 3月31日 - 蛯名利弘（騎手）
- 4月30日 - 菊川正達（騎手）
- 5月30日 - 東信二、篠原茂（いずれも騎手）
- 8月20日 - 伊藤竹男（調教師）
- 9月30日 - 菅原隆明（騎手）
- 10月31日 - 町田義一（騎手）